# 下硯川インターチェンジ
下硯川インターチェンジ（しもすずりかわインターチェンジ）は、熊本県熊本市北区下硯川町にある熊本西環状道路（熊本県道342号砂原四方寄線）および国道3号植木バイパスのインターチェンジである。熊本西環状道路の花園ICから当インターまで2017年（平成29年）3月26日に開通した。

## 概要
地域高規格道路熊本環状道路の県道砂原四方寄線熊本西環状道路の終点である。熊本西環状道路と植木バイパスの本IC以南は共に熊本市2環状11放射構想における外環状道路を構成し、植木バイパスの本IC以北は第1放射道路を構成する。また、熊本環状連絡道路として中九州横断道路の熊本北JCT - 本IC間を整備する計画があり、計画段階評価の手続きが九州地方整備局により着手されている。

## 歴史
- 2017年（平成29年）3月26日 - 熊本西環状道路の花園ICから下硯川ICまでが開通するのに伴い、当インターも供用開始[1]
- 2023年（令和5年）2月5日 - 植木バイパスの下硯川IC - 国道3号間が供用開始[5]

## 接続する道路
- 熊本県道342号砂原四方寄線（一般道区間）
- 国道3号植木バイパス

## 周辺
- 熊本市北区役所北部まちづくりセンター（旧・北部総合出張所、元・北部町役場）
- 熊本市立北部中学校
- 熊本市立川上小学校
- 北部公園
- 日本郵便北部郵便局
- 肥後銀行北部町支店
- フジバンビ四方寄総本店

## 隣
熊本西環状道路（熊本県道342号砂原四方寄線）
和泉IC - 下硯川IC